# Gare de Mikage (Hanshin)
Pour les articles homonymes, voir Gare de Mikage.
La gare de Mikage (御影駅, Mikage-eki) est une gare ferroviaire de la ville de Kobe, dans la préfecture de Hyōgo au Japon. Elle est gérée par la compagnie Hanshin.

## Situation ferroviaire
La gare de Mikage est située au point kilométrique (PK) 25,7 de la ligne principale Hanshin.

## Histoire
La gare a ouvert le 12 avril 1905.

## Service des voyageurs

### Accueil
La gare est située sous les voies qui sont surélevées. Elle est ouverte tous les jours.

### Desserte
- Ligne principale Hanshin :
  - voies 1 et 2 : direction Amagasaki, Osaka-Umeda, Osaka-Namba et Nara
  - voies 3 et 4 : direction Kobe-Sannomiya, Akashi et Himeji